# Tô Thị Ninh
Tô Thị Ninh (ur. 2003) – wietnamska zapaśniczka walcząca w stylu wolnym. Złota medalistka mistrzostw Azji Południowo-Wschodniej w 2022 i 2025; srebrna w 2023 roku.